# Boulevards du Midi (Paris)
Cet article possède un paronyme, voir Boulevard du Midi.
Les  boulevards  du Midi, "boulevard du Midi"  ou  "cours du Midi", sont le pendant sur la rive gauche des grands boulevards aménagés  à la fin du XVIIe siècle  sur les anciens remparts démantelés en 1670. Cet ensemble réalisé au milieu du xviiie siècle qui s’étend de la place Valhubert  près du pont d’Austerlitz à l’esplanade des Invalides comprend le boulevard de l’Hôpital, le boulevard Auguste-Blanqui, le boulevard Saint-Jacques, la partie du boulevard Raspail de la place Denfert-Rochereau au boulevard du Montparnasse et le boulevard des Invalides actuels.

## Du projet à la construction
Le projet d’une ceinture de promenade au sud de la ville est contemporain de la réalisation de 1668 à 1705  du nouveau cours à la place des anciennes fortifications.
L'architecte du Roi et de la Ville Pierre Bullet présente un projet symétrique  pour la rive gauche de celui des boulevards du nord. Le tracé indiqué sur un plan publié en 1676 débute à l’intersection de la rue de Bourgogne (actuellement rue Aristide Briand) et du quai d’Orsay se dirige vers la future rue Vaneau longeant le sud de l'ancien hôpital Laennec, puis suit une ligne droite jusqu'au carrefour de Port-Royal, unique point de rencontre avec la rocade finalement réalisée, en passant entre l'actuelle rue Notre-Dame-des-Champs qui ne figure pas sur le plan et le boulevard du Montparnasse. Le boulevard aurait contourné le domaine du Val-de-Grâce puis suivi une ligne droite passant à l'angle des rues Tournefort et du Pot-de-Fer jusqu'à la porte Saint-Marcel de l'enceinte de Philippe-Auguste à l'angle des actuelles rue Descartes et Thouin. À cette date, la porte qui ne fut démolie qu'en 1686 était encore en place. Le boulevard devait enfin longer extérieurement le rempart de Philippe-Auguste en cours de démantèlement à cette date, soit les rues du Cardinal-Lemoine et des Fossés-Saint-Bernard.
Contrairement aux boulevards de la rive droite aménagés sur les terrains de remparts démantelés, le cours du Midi devait être créé ex nihilo, l'enceinte de Philippe-Auguste en rive gauche trop proche du centre et laissant une largeur disponible insuffisante ne pouvant convenir. Ce boulevard ne pouvait donc être aménagé qu'à travers des quartiers existants ou sur un tracé éloigné des zones urbanisées, parti finalement adopté, ce qui explique les hésitations et la longueur de sa réalisation. 
Le tracé envisagé en 1676 fut reporté à l'est de la porte Saint-Bernard par un arrêt du 4 novembre 1684 puis modifié à l'ouest par lettres patentes du 1er décembre 1707. Pour éviter de morceler les propriétés, il fut décidé de longer l’Hôtel des Invalides à partir de la rue de Grenelle et déplacer le boulevard vers le sud.
Dans un premier temps, seuls un tronçon du boulevard des Invalides à partir de l’esplanade, une promenade de la rue des Vieilles Tuileries (actuelle rue du Cherche-Midi) à la rue d'Enfer (actuel carrefour de Port-Royal) qui fut nommée "rempart des Capucins" correspondant au futur boulevard du Montparnasse dans un secteur inhabité et une allée reliant le Jardin du Roi à la Seine à l'emplacement de l'actuel Jardin des plantes et à l'ouest du futur boulevard de l'Hôpital nommée "rempart Saint-Victor". Un chantier, dépôt de bois, s'installa en 1735 sur cette allée qui fut ensuite supprimée à la demande de Buffon pour agrandir le jardin des plantes.
En 1752, le bureau de la ville décida de paver et de planter d'arbres un chemin qui existait partiellement à cette date, correspondant au boulevard de l'Hôpital.
L'ensemble du  projet fut relancé par un arrêt du 9 août 1760 et la rocade fut aménagée au cours des années suivantes.
Le "boulevard du midi" ou  "nouveau cours ", planté d’arbres, se composait d’une allée centrale de 19,49 mètres de large et de deux contre-allées de 5,85 mètres soit au total plus de 31 mètres.
Contrairement aux boulevards de la rive droite aménagés à l’intérieur de quartiers densément construits et au projet initial de parcours symétrique sur l’autre rive, le cours du midi était tracé à l’extérieur de la zone urbanisée, l’ordonnance de 1760 indiquant que ces nouveaux boulevards constitueraient les remparts et la limite de la ville. L’ancienne limite établie en 1674 et modifiée en 1724, matérialisée par des bornes et des barrières d’octroi, modestes bâtiments de bois, était située un peu en arrière, aux dernières maisons des faubourgs.
Ces barrières restèrent cependant provisoirement en service jusqu'à l'établissement de l'enceinte des Fermiers Généraux en 1784.

Du projet initial à l'amorce de la construction du boulevard
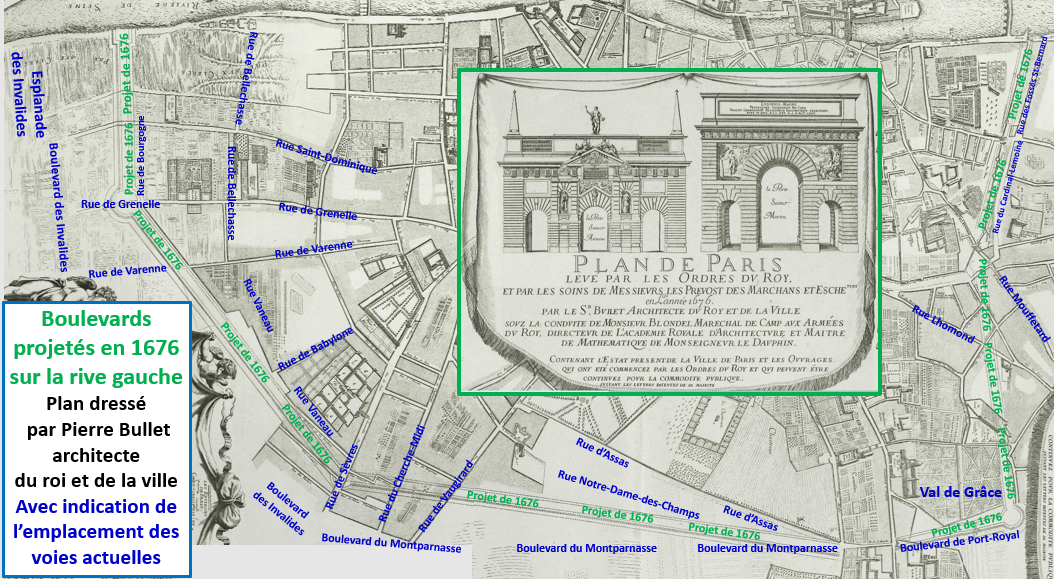
Premier projet de boulevard du midi en 1676
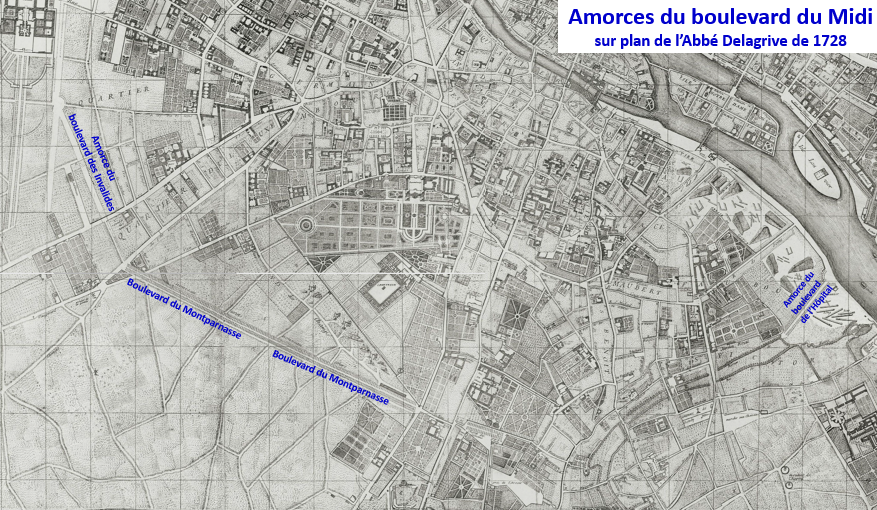
Amorces du boulevard du midi en 1728

## L’intégration dans l’enceinte des Fermiers généraux
La construction du mur des Fermiers généraux commença en 1784 par les boulevards du Midi, du boulevard de l’Hôpital aux abords de l'Hôpital de la Salpêtrière, englobé par le nouveau mur, jusqu’à l’angle des actuels boulevards Raspail et Edgar-Quinet.
Cette partie de la nouvelle enceinte fiscale contournant les zones urbanisées était la plus facilement réalisable car le boulevard du Midi avait été tracé comme limite de Paris.
Les autres parties de cette enceinte en dehors du cours du Midi, soit l’ensemble du parcours rive droite et celui de la rive gauche au sud-ouest, du boulevard Edgar-Quinet à la Seine, où le mur d’octroi s’écarte du cours du Midi  pour englober le quartier du Gros-Caillou en voie d’urbanisation et  l’École militaire récemment édifiée à cette époque, ont été créées ex-nihilo à l’extérieur des faubourgs. Sur ce parcours le mur était longé à l’intérieur, côté ville, par un chemin de ronde de 11,69 mètres et par un boulevard extérieur de 29,23 mètres soit un peu plus de 40 mètres y compris l’épaisseur du mur.
Sur le parcours de 3 kilomètres commun avec le cours du midi, ce nouveau boulevard extérieur s’ajoutait au boulevard intérieur créé vers 1760, soit une largeur totale de plus de 60 mètres.
Des barrières furent édifiées, monumentales, barrière d’Enfer (place Denfert-Rochereau), barrière de la Santé ou de l’Oursine rue la Santé (deux bâtiments avec péristyles), et barrière Mouffetard, de Fontainebleau ou d’Italie sur l’actuelle place d’Italie, d’autres plus modestes, barrière d’Arcueil au débouché de la rue du faubourg Saint-Jacques, barrière de la Glacière, rue de la Glacière, barrière Croulebarbe près du débouché de l’actuelle rue Corvisart, d’Ivry à l’angle de l’actuelle rue Édouard-Manet, des Deux-moulins à l’angle de l’actuelle rue Duméril.
Avant l’ouverture en 1854 de la barrière de Montrouge à l’angle des deux boulevards à une entrée du cimetière, la plus longue distance de l’enceinte d’octroi entre deux barrières était de 1 000 mètres entre la barrière d’Enfer et la barrière Montparnasse. Sur ce parcours, le mur continu était longé à l’intérieur, par le chemin de ronde d’Enfer entre la barrière du Montparnasse et le boulevard d’Enfer puis par celui-ci jusqu’à la barrière d’Enfer, à l’extérieur, par le boulevard de Montrouge à partir la barrière du Montparnasse puis par le boulevard d’Enfer extérieur.

Le boulevard du midi et l’enceinte des Fermiers généraux
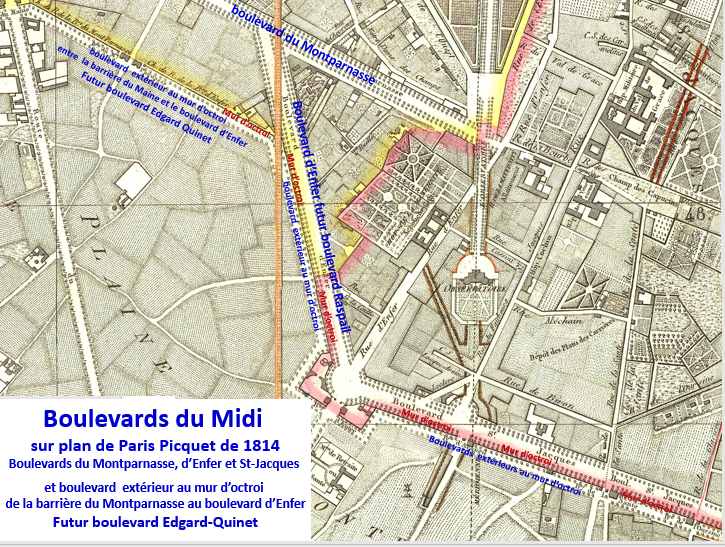
Boulevards du Midi et mur d'octroi en 1814 détail Montparnasse-St-Jacques
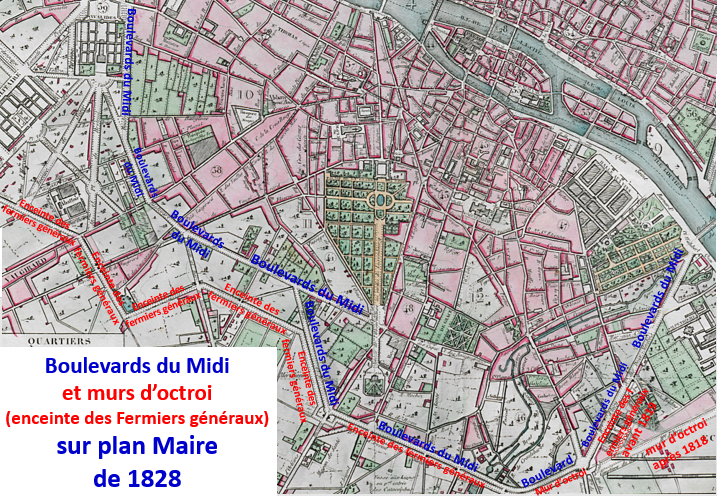
Boulevards du Midi et murs d'octroi en 1828 (ensemble rive gauche)

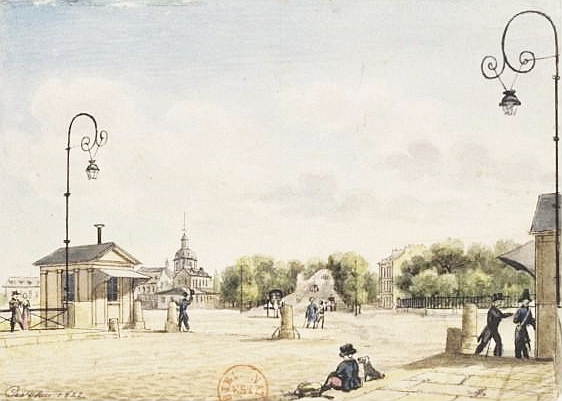
Le boulevard de l'Hôpital en 1822

Les boulevards du Midi restèrent peu fréquentés et peu construits jusqu’au milieu du XIXe siècle.
Un guide de 1828 décrit le boulevard des Invalides comme «des allées bien entretenues, d’un bel aspect mais très solitaires, les boulevards du Montparnasse et d’Enfer (actuel boulevard Raspail) comme une promenade belle mais partout solitaire; de loin en loin on y rencontre quelques habitations et des jardins ; on s’y promène au milieu des champs, on y jouit des beautés de la nature ; rarement on y voit des cafés, encore sont-ils sans élégance". Les boulevards Saint-Jacques et des Gobelins, également nommé boulevard d’Italie (actuel boulevard Auguste-Blanqui), sont estimés "très beaux mais très solitaires et peu sûrs la nuit." 
Ce guide indique que «sur le boulevard de l’Hôpital, le mouvement de population recommence un peu ; on trouve des promeneurs, de jolis cafés et de beaux restaurants avec jardins."

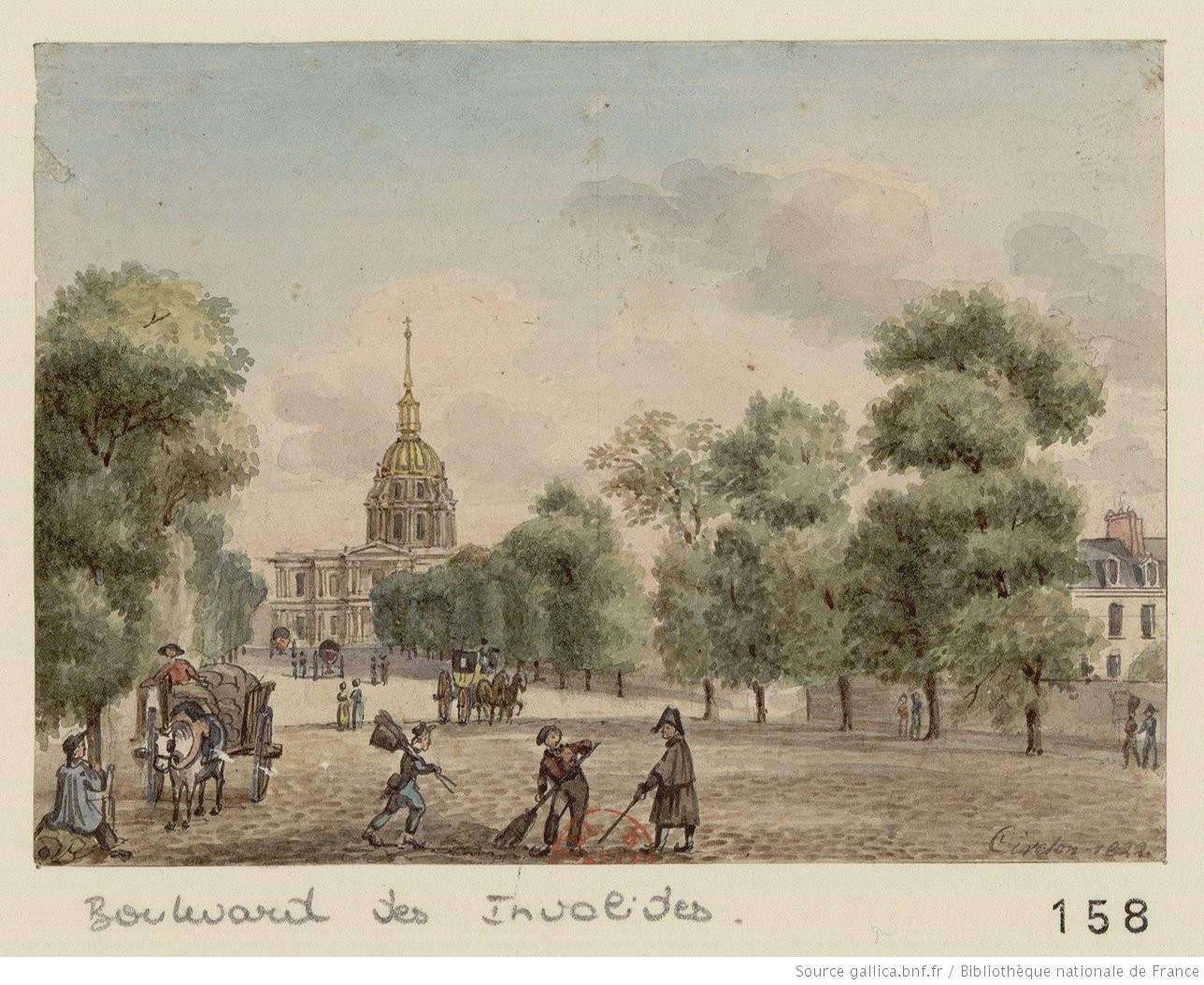
Le boulevard des Invalides vers 1800

Le boulevard Saint-Jacques et le boulevard d’Italie (actuel boulevard Auguste Blanqui) vers 1820 sont évoqués par Victor Hugo dans les Misérables et par Balzac dans la Femme de trente ans.

« Entre la barrière d’Italie et celle de la Santé, sur le boulevard intérieur qui mène au Jardin des Plantes, il existe une perspective digne de ravir l’artiste ou le voyageur le plus blasé sur les jouissances de la vue. 

Si vous atteignez une légère éminence à partir de laquelle le boulevard ombragé par de grands arbres touffus, tourne avec la grâce d’une allée forestière verte et silencieuse, vous voyez devant vous, à vos pieds, une vallée profonde, peuplée de fabriques à demi villageoises, clairsemée de verdure, arrosée par les eaux brune de la Bièvre […], autour de vous serpentent des arbres ondoyants, des sentiers campagnards. […] Nulle harmonie ne manque à ce concert. Là, murmurent le bruit du monde et la poétique paix de la solitude. »

« Quand on a monté la rue Saint-Jacques, laissé de côté la barrière et suivi quelque temps à gauche l'ancien boulevard intérieur, on atteint la rue de la Santé, puis la Glacière, et, un peu avant d'arriver à la petite rivière des Gobelins, on rencontre une espèce de champ, qui est, dans toute la longue et monotone ceinture des boulevards de Paris, le seul endroit où Ruysdaël serait tenté de s'asseoir.
 
Ce je ne sais quoi d'où la grâce se dégage est là, un pré vert traversé de cordes tendues où des loques sèchent au vent, une vieille ferme à maraîchers bâtie du temps de Louis XIII avec son grand toit bizarrement percé de mansardes, des palissades délabrées, un peu d'eau entre des peupliers, des femmes, des rires, des voix ; à l'horizon le Panthéon, l'arbre des Sourds-Muets, le Val-de-Grâce, noir, trapu, fantasque, amusant, magnifique, et au fond le sévère faîte carré des tours de Notre-Dame. 
Comme le lieu vaut la peine d'être vu, personne n'y vient. À peine une charrette ou un routier tous les quarts d'heure. »

## Les transformations du Second-Empire
Le boulevard du Montparnasse commença à s’animer vers le milieu du siècle grâce à l’implantation de la gare Montparnasse en 1852, au percement de la rue de Rennes à partir de 1855, à la proximité des guinguettes et des bals de la rue de la Gaîté.
La limite de Paris fut portée en 1860 du mur des fermiers généraux à l’enceinte de Thiers avec annexion du territoire compris entre ces deux remparts. Le mur d’octroi fut démoli et des boulevards aménagés sur l’ancien chemin de ronde et les boulevards extérieurs. La largeur de ces nouveaux boulevards, en général fixée à 42 mètres, fut de 70 mètres sur les boulevards du midi incluant les deux anciens boulevards intérieurs et extérieurs, de part et d’autre du mur supprimé.
La rocade intérieure symétrique des grands boulevards de la rive droite imaginée au début du XVIIIe siècle fut créée au cours des années 1860 avec percement des boulevards de Port-Royal et Saint-Marcel complétée par la liaison du boulevard Arago de l’ancienne barrière d’Enfer au carrefour des Gobelins éventrant le bourg Saint-Marcel épargné au siècle précédent.

## AuXXesiècle
Les alentours du boulevard d’Italie, ancien boulevard des Gobelins, actuel boulevard Auguste-Blanqui ne s’urbanisent qu’au tournant des  XIXe siècle et XXe siècle avec couverture de la Bièvre et comblement de la vallée. Des immeubles de type haussmannien furent édifiés côté nord, des bâtiments médiocres et des ateliers côté sud, secteur classé îlot insalubre no 13, rénové dans les années 1960. 
À l’exception de la partie est du boulevard du Montparnasse entre le boulevard Raspail et le boulevard Saint-Michel, les boulevards du Midi sont parcourus par des lignes de métro, ligne 13 sous le boulevard des Invalides, lignes 4 et 6 sous les boulevards Montparnasse et Raspail, ligne 6 en partie aérienne boulevard Saint-Jacques et Auguste-Blanqui, ligne 5 sous le boulevard de l’Hôpital, aérienne au nord de la station Saint-Marcel.
Les anciens boulevards du Midi, s’ils ne sont plus des lieux déserts, sont loin de connaître l’animation des grands boulevards de la rive droite, à l’exception du boulevard du Montparnasse, mais l’urbanisation leur a fait perdre le charme de l’époque de Balzac.